# Letheobia crossii
Letheobia crossii är en ormart som beskrevs av Boulenger 1893. Letheobia crossii ingår i släktet Letheobia och familjen maskormar. Inga underarter finns listade i Catalogue of Life.
Denna orm förekommer från Togo över Benin till södra Nigeria. Arten vistas i regnskogar och andra öppna eller täta skogar. Honor lägger ägg.
För beståndet är inga hot kända. Hela populationen anses vara stabil. IUCN listar arten som livskraftig (LC).